# 京港澳高速长潭段
京港澳高速长潭段（旧名长潭高速公路）为京港澳高速公路湖南境内临长与潭耒之间路段，该路段北起长沙市区牛角冲互通，南至湘潭市马家河，主线长44.76公里。全段为双向四车道，设计时速120公里，路基宽度27.5米，路面宽度24米。途径长沙和湘潭两市。
工程于1994年7月开工，1996年12月15日通车，建设总投资11.9亿元。该路段初期为水泥路面，于2003年改建为改性沥青路面，改造工程于2003年5月29日开工，2003年11月29日竣工。
长潭高速公路因地处湖南省经济发达地区长株潭城市群，为其他主要公路交通干道的重要联络线，也是湖南省境内最繁忙的高速公路路段。其北接319国道、107国道，中连320国道，南接107国道南段，与长沙绕城高速、长沙机场高速、长浏高速、长常高速、长潭西线高速、长株高速设有互通连接线，担负着长株潭地区主要的交通疏浚功能。全路段共设5个收费站和1处服务区（殷家坳），5个收费站分别为李家塘、雨花、殷家坳、马家河、大托收费站。

## 资料来源
1. ↑  .   [2009-09-26]. （原始内容存档于2016-03-05）.